# In the Name of Love (песня Мартина Гаррикса и Биби Рексы)
«In the Name of Love» (с англ. — «Во имя любви») — песня голландского диджея Мартина Гаррикса и американской певицы и автора песен Биби Рексы, вышедшая 29 июля 2016 года. Песня была спродюсирована Гарриксом, Мэттом Рэдом, Стивом Джеймсом и Саймоном Сэйсом. Она была выпущена на iTunes и стриминговых сервисах после премьеры песни на Ultra Music Festival 2016. 11 ноября 2016 года был выпущен мини-альбом, состоящий из трёх ремиксов с участием DallasK, The Him и Snavs. Сингл получил платиновый статус в Австралии, Великобритании, Канаде, Франции, Швеции и США.

## История
«In the Name of Love» — это песня, исполненная в стиле фьюче-бейс, которая содержит «комбинацию фортепиано, баса и гитарных переборов, [которые] создают перкуссию на протяжении сдержанных куплетов».
Гаррикс и Рекса общались по FaceTime, когда она записывала песню, поскольку его изначально не было в студии. Позже они собрались вместе, чтобы закончить запись.
Гаррикс дебютировал с песней, исполнив её на своём сете в марте 2016 года на фестивале Ultra Music 2016. Он объявил о выходе песни 24 июля 2016 года в своих аккаунтах в социальных сетях и в интервью Tomorrowland 2016. В интервью он сказал, что «альбом завершён», и эта песня станет первым синглом с его будущего альбома, над которым, по его словам, он работает. Это был первый трек, выпущенный после его контракта с Sony Music, дистрибуцией которого также будет заниматься последняя.
Когда Гаррикса спросили, почему он выбрал Биби Рексу для сотрудничества, Гаррикс сказал: «Прежде всего, мне нравится слышать её голос. Я познакомился с ней в начале этого года в Лос-Анджелесе. Она сыграла мне несколько своих демо-записей, и после первой же песни я влюбился в её голос, потому что он настолько уникален, настолько не похож на другие. Мы с командой провели мозговой штурм, и в итоге Биби исполнила эту песню. После долгих обменов мнениями, долгого редактирования и полировки песни мы наконец создали ту версию, которую мир знает сейчас».

## Музыкальное видео
Официальное музыкальное видео впервые вышло 9 августа 2016 года на Apple Music и 23 августа 2016 года на канале YouTube. Режиссёр ― Эмиль Нава. Видео открывается с Биби Рексой в красном платье у плавательного бассейна на небольшом трамплине у особняка, окружённого грозовыми облаками и всплесками воды сразу после того, как Мартин Гаррикс выходит на сцену, стоя всего в нескольких метрах от Рексы. Затем оба прыгают вводу, где в пучине обнимают друг друга.
В начале января 2021 года стало известно, что сингл «In the Name of Love» набрал один миллиард прослушиваний в музыкальном стриминг-сервисе Spotify.

## Отзывы
Кэт Бейн из Billboard написала, что песня демонстрирует творческий рост Гаррикса: «[она] далека от жёсткого, мощного бита его прорывного альбома», и назвала песню «очаровательным треком, одновременно тонким и чистым. В ней Гаррикс делится своей более мягкой стороной». Рэйчел Сонис из Idolator отметила, что песня звучит «как летний гимн, которого мы ждали всё это время».

## Список треков
| №  | Название              | Длительность |
| -- | --------------------- | ------------ |
| 1. | «In the Name of Love» | 3:18         |

| №                   | Название                              | Длительность |
| ------------------- | ------------------------------------- | ------------ |
| 1.                  | «In the Name of Love» (DallasK Remix) | 3:20         |
| 2.                  | «In the Name of Love» (The Him Remix) | 3:29         |
| 3.                  | «In the Name of Love» (Snavs Remix)   | 3:00         |
| Общая длительность: | Общая длительность:                   | 9:49         |

## Чарты

### Еженедельные чарты
| Чарт (2016—2017)                           | Высшая позиция |
| ------------------------------------------ | -------------- |
| Аргентина (Monitor Latino)                 | 13             |
| Австралия (ARIA)                           | 8              |
| Австрия (Ö3 Austria Top 40)                | 9              |
| Бельгия/Фландрия (Ultratop 50)             | 13             |
| Бельгия/Валлония (Ultratop 50)             | 15             |
| Канада (Billboard Canadian Hot 100)        | 19             |
| Чехия (Rádio — Top 100)                    | 9              |
| Чехия (Singles Digitál Top 100)            | 6              |
| Дания (Tracklisten)                        | 8              |
| Dominican Republic (Monitor Latino)        | 14             |
| Финляндия (Suomen virallinen lista)        | 9              |
| Франция (SNEP)                             | 26             |
| Германия (GfK)                             | 14             |
| Венгрия (Rádiós Top 40)                    | 24             |
| Венгрия (Single Top 40)                    | 11             |
| Ирландия (IRMA)                            | 7              |
| Италия (FIMI)                              | 10             |
| Латвия (Latvijas Top 40)                   | 10             |
| Ливан (Lebanese Top 20)                    | 13             |
| Мексика (Billboard Mexico Airplay)         | 1              |
| Нидерланды (Dutch Top 40)                  | 3              |
| Нидерланды (Single Top 100)                | 4              |
| Нидерланды (Dutch Dance Top 30)            | 3              |
| Новая Зеландия (Recorded Music NZ)         | 8              |
| Норвегия (VG-lista)                        | 5              |
| Польша (Polish Airplay Top 100)            | 65             |
| Португалия (AFP)                           | 7              |
| Шотландия (OCC Scotland)                   | 11             |
| Словакия (Rádio — Top 100)                 | 52             |
| Словакия (Singles Digitál Top 100)         | 6              |
| Испания (PROMUSICAE)                       | 14             |
| Швеция (Sverigetopplistan)                 | 9              |
| Швейцария (Schweizer Hitparade)            | 10             |
| Великобритания (OCC UK Singles)            | 9              |
| Великобритания (OCC UK Dance)              | 5              |
| США (Billboard Hot 100)                    | 24             |
| США (Billboard Adult Pop Airplay)          | 37             |
| США (Billboard Dance Club Songs)           | 1              |
| США (Billboard Hot Dance/Electronic Songs) | 3              |
| США (Billboard Pop Airplay)                | 16             |
| США (Billboard Rhythmic)                   | 30             |

## Сертификации
| Регион                                                                      | Сертификация          | Продажи   |
| --------------------------------------------------------------------------- | --------------------- | --------- |
| Австралия (ARIA)                                                            | 4× Платиновый         | 280 000   |
| Австрия (IFPI Austria)                                                      | Золотой               | 15 000    |
| Бельгия (BEA)                                                               | Платиновый            | 20 000    |
| Бразилия (ABPD)                                                             | 3× Бриллиантовый      | 750 000   |
| Канада (Music Canada)                                                       | 3× Платиновый         | 240 000   |
| Дания (IFPI Danmark)                                                        | Платиновый            | 90 000    |
| Франция (SNEP)                                                              | Бриллиантовый         | 233 333   |
| Германия (BVMI)                                                             | 3× Золотой            | 600 000   |
| Италия (FIMI)                                                               | 4× Платиновый         | 200 000   |
| Мексика (AMPROFON)                                                          | Бриллиантовый+Золотой | 330 000   |
| Нидерланды (NVPI)                                                           | Золотой               | 20 000    |
| Новая Зеландия (RMNZ)                                                       | 3× Платиновый         | 90 000    |
| Норвегия (IFPI Norway)                                                      | 3× Платиновый         | 180 000   |
| Польша (ZPAV)                                                               | 4× Платиновый         | 80 000    |
| Португалия (AFP)                                                            | 2× Платиновый         | 20 000    |
| Испания (PROMUSICAE)                                                        | 2× Платиновый         | 80 000    |
| Швеция (GLF)                                                                | 4× Платиновый         | 160 000   |
| Швейцария (IFPI Switzerland)                                                | Платиновый            | 30 000    |
| Великобритания (BPI)                                                        | 2× Платиновый         | 1 200 000 |
| США (RIAA)                                                                  | 3× Платиновый         | 3 000 000 |
| Данные о продажах + прослушиваниях приведены только на основе сертификации. |                       |           |